# Casa de Ferrera
La Casa de Ferrera o Casa d'Albis, es un edificio del siglo XV catalogado como monumento y ubicado en la Plaza del Pozo Viejo (Piazza Civica) de Alguer.

## Historia
Toma su nombre de Pere de Ferrera, Marqués de Bonvehí, quién venció en una batalla el año 1436 a Nicolò Doria. El edificio se usó temporalmente como residencia de Carlos I de España en 1541 cuando este hizo una parada de dos días en la isla. Durante el siglo XIX el edificio perteneció al conde de Maramaldo, y posteriormente al Conde de Arcayne. En 1960 se convirtió en un edificio de apartamentos.  
El estilo de la fachada copia los palacios aragoneses del siglo XV. La planta baja dispone de puertas con sillares adovelados, donde la entrada principal permite el acceso a un patio con escalera exterior. El segundo piso tiene ventanas con arcos de medio punto y algunas con arco modulado, con algunos capiteles decorados con un estilo que también está presente en algunos edificios de Sassari, ciudad cercana. En la planta superior hay construcciones añadidas de factura moderna. La planta baja también ha sido reformada durante el siglo XX, para acoger varias empresas.